# Kortstaartlijstervliegenvanger
De kortstaartlijstervliegenvanger (Amalocichla incerta) is een zangvogel uit de familie Petroicidae (Australische vliegenvangers).

## Verspreiding en leefgebied
Deze soort is endemisch in Nieuw-Guinea en telt twee ondersoorten:
- A. i. incerta: de Vogelkop (noordwestelijk Nieuw-Guinea).
- A. i. brevicauda: van westelijk-centraal tot oostelijk Nieuw-Guinea.

## Status
De grootte van de populatie is niet gekwantificeerd maar de soort wordt omschreven als schaars tot zeldzaam maar plaatselijk soms algemeen. Op de Rode lijst van de IUCN heeft deze soort de status niet bedreigd.